# Кикути, Сумирэ
Сумирэ Кикути (яп. 菊池 純礼, родилась 15 января 1996 года, Саку, префектура Нагано)) — конькобежка, специализирующаяся в шорт-треке. Участвовала в зимних Олимпийских играх 2018 года, бронзовый призёр чемпионата мира 2017 года в эстафете.

## Спортивная карьера
Сумирэ Кикути выросла в семье конькобежцев, где четверо из пяти дочерей были успешными конькобежцами и является самой младшей дочерью из пяти сестер, вторая дочь - Аяка Кикути, золотая медалистка командного зачета по конькобежному спорту на Олимпийских играх в Пхенчхане. Юки Кикути, третья дочь, и Моэми Кикути, четвёртая дочь, также выросли в семье, которую называли шорт-треком. Она занялась шорт-треком в возрасте 8-ми лет, её старшая сестра Аяка поощряла её заниматься этим видом спорта.
Сумирэ на международном уровне впервые участвовала в январе 2011 года на юниорском чемпионате мира в Курмайоре в эстафете, и заняла 5-е место. На зимних юношеских Олимпийских играх 2012 года в Инсбруке она была знаменосцем Японии на открытии игр и завоевала бронзовые медали в конькобежном спорте на дистанции 1500 м, масс-старте и шорт-треке на дистанции 1000 м.
В том же 2012 году на юниорском чемпионате мира в Мельбурне заняла в общем зачёте 18-е место. Через год в Варшаве заняла лучшее 7-е место в беге на 500 м и 14-е в личном многоборье. Она дебютировала на Кубке мира по шорт-треку в начале сезона 2013/14 в Шанхае и заняла 43-е место на дистанции 500 м, а в январе 2014 года на юниорском чемпионате мира в Эрзуруме стала 10-й в общем зачёте и 7-й в эстафете.
На чемпионате мира 2014 года в Монреале в марте она заняла 8-е место в эстафете, а в ноябре на чемпионате мира по конькобежному спорту в Калгари заняла 4-е место на дистанции 100 м, 6-е - на 1500 и 5-е место в масс-старте. В следующем году она выиграла бронзовую медаль в эстафете на чемпионате мира среди юниоров в Осаке. В марте на чемпионате мира 2015 года в Москве она заняла 4-е место в эстафете.
Начало сезона 2015/2016 Сумирэ прокатала слабо, но в феврале 2016 года на Кубке мира в Дрездене заняла 3-е место в эстафете и 6-е место на 1500 м, а в Дордрехте заняла 7-е место в эстафете, в марте на чемпионате мира в Сеуле она также заняла 7-е место в эстафете. Сезон 2016/2017 также выступала на Кубке мира без блеска, только в феврале 2017 года  она в Минске поднялась на 4-е место в беге на 1000 м.
На зимних Азиатских играх в Саппоро она завоевала бронзовую медаль в беге на 1000 м. В следующем месяце на чемпионате мира 2017 года в Роттердаме заняла 27-е место в многоборье и завоевала бронзовую медаль в эстафете.
Сезон 2017/18 начала в октябре в Будапеште с 4-го места и 6-го места в Шанхае в эстафете. На зимних Олимпийских играх в Пхёнчхане она заняла 29-е место на дистанции 500 м, 20-е место на 1000 м, 11-е место на 1500 м и 6-е место в эстафете, а в марте на чемпионате мира в Монреале на 13-м месте в многоборье и на 5-м месте в эстафете. В ноябре 2018 года она заняла третье место в эстафете на Кубке мира в Солт-Лейк-Сити.
В следующем сезоне 2019/2020 годов в составе команды поднималась на 7-е место на Кубке мира в Солт-Лейк-Сити и 5-е в Нагое в смешанной эстафете и заняла 5-е места в декабре в Шанхае в женской и смешанной эстафетах. В том же декабре победила в многоборье на чемпионате Японии по конькобежному спорту. Она выиграла бронзовую медаль в эстафете на 6-м этапе Кубка мира в Дордрехте в феврале 2020 года. В марте все соревнования отменили из-за пандемии коронавируса и только в сезоне 2021/2022 начала с выступлении на Кубке мира. На этапах в Пекине и Дебрецене в составе эстафеты занимала 5-е и 7-е места.

## Награды
- 2011 год - вручена награда "Лучший новый спортсмен" на церемонии ABN Sports Grand Awards
- 2014 год - вручена спортивная почетная награда префектуры Нагано